# Acide nitrique fumant rouge
 (septembre 2024).
Si vous disposez d'ouvrages ou d'articles de référence ou si vous connaissez des sites web de qualité traitant du thème abordé ici, merci de compléter l'article en donnant les références utiles à sa vérifiabilité et en les liant à la section « Notes et références ».

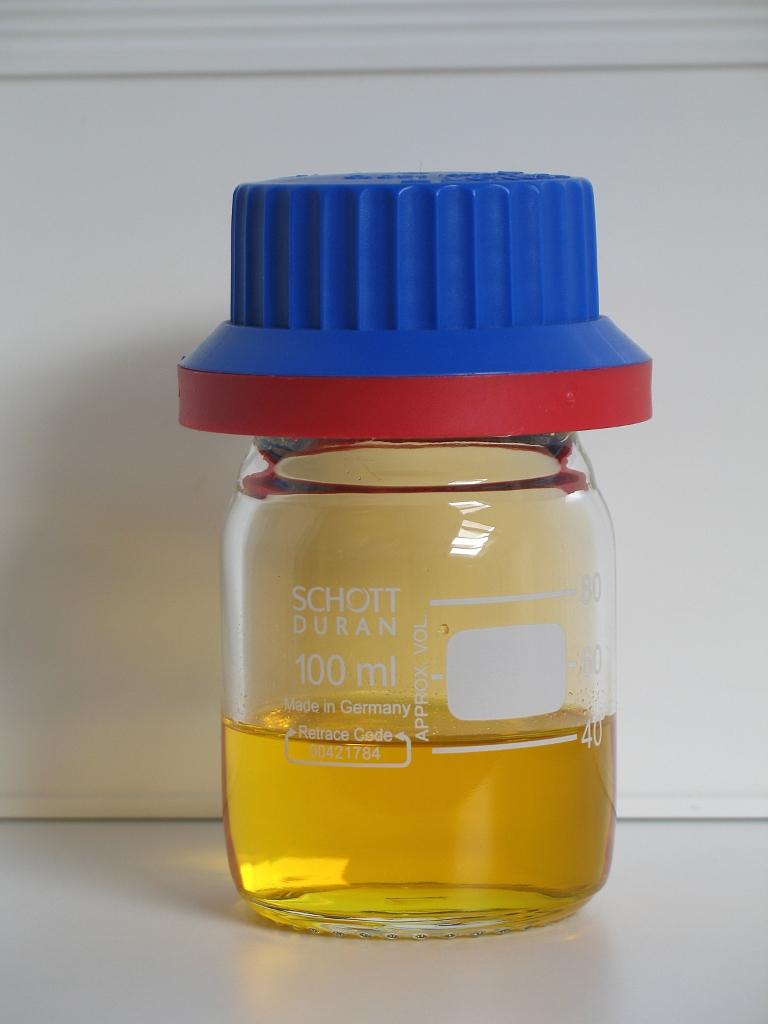
Flacon de 40 ml d'acide nitrique fumant rouge.

L’acide nitrique fumant rouge, généralement désigné par son sigle anglophone RFNA pour Red Fuming Nitric Acid, est un ergol stockable utilisé comme comburant pour les missiles balistiques et les fusées jusque dans les années 1970 (1987 sur l'étage de fusée Agena D). 

## Historique
L’acide nitrique fumant rouge est une amélioration de substances allemandes utilisées pendant la Seconde Guerre mondiale telles que le S-Stoff et le SV-Stoff, de l'acide nitrique stabilisé respectivement par du perchlorure de fer (FeCl3) et du peroxyde d'azote (N2O4).
Il a lui-même été remplacé par le peroxyde d'azote ou ses dérivés.

## Description
L’acide nitrique fumant rouge est un mélange d'environ 84 % d'acide nitrique HNO3 stabilisé avec 13 % de peroxyde d'azote N2O4 et 3 % d'eau H2O (fractions massiques). Le peroxyde d'azote ajouté se décompose partiellement en dioxyde d'azote NO2, dont la présence donne sa couleur rouge au liquide et, surtout, limite la décomposition du HNO3 en NO2.

## Dérivés: IRFNA

### Description
L'inconvénient de l'acide nitrique est qu'il attaque le métal des réservoirs qui le contiennent : ceci a été résolu au milieu des années 1950 par l'adjonction d'inhibiteurs dont le rôle est de rendre passive la surface intérieure des réservoirs pour les protéger de l'action de l'acide nitrique. L'un des inhibiteurs les plus connus est l'acide fluorhydrique HF, qui dépose un film de fluorure métallique sur les métaux avec lesquels il est en contact, film qui isole ces métaux de l'acide nitrique.
Le mélange qui en résulte est appelé « acide nitrique fumant rouge inhibé », généralement désigné par son acronyme anglophone IRFNA, pour Inhibited Red Fuming Nitric Acid. 

### Composition
Voici deux exemples de composition d'IRFNA :
- IRFNA IIIa : 83,4 % HNO3, 14 % N2O4, 2 % H2O, 0,6 % HF ;
- IRFNA IV HDA : 54,3 % HNO3, 44 % N2O4, 1 % H2O, 0,7 % HF.

### Utilisation
Les missiles soviétiques SS-1 Scud ont été les premiers à fonctionner avec cet oxydant, qui a donc été utilisé pendant la guerre du Golfe de 1991 dans les missiles al-Hussein dérivés du SS-1.